# Nguyễn Phúc Hoài
Nguyễn Phúc Hoài (sinh năm 1948) là một sĩ quan cao cấp của Quân đội nhân dân Việt Nam, hàm Trung tướng, nguyên Cục trưởng Cục Bảo vệ An ninh Quân đội. Năm 1997, khi còn mang hàm Đại tá, ông được bổ nhiệm làm Cục trưởng Cục Bảo vệ An ninh Quân đội. Năm 1999, ông được thăng hàm Thiếu tướng. Năm 2006, ông được thăng hàm Trung tướng, đồng thời được kéo dài thời gian phục vụ trong quân ngũ. Đến đầu năm 2008, ông nghỉ hưu theo chế độ.

## Khen thưởng
- Huân chương Bảo vệ Tổ quốc hạng Nhất.
- Huân chương Quân công hạng Ba.
- Huân chương Kháng chiến hạng Nhì.
- Huân chương Chiến công hạng Nhất.
- Huân chương Chiến sĩ vẻ vang hạng Nhất, Nhì, Ba.
- Huy chương giải phóng hạng Ba.
- Huy chương Quân kỳ Quyết thắng.
- Huy chương vì sự nghiệp Khoa học và Công nghệ.